# 丁克尔斯比尔
丁克尔斯比尔（德語：Dinkelsbühl，發音：[ˈdɪŋkl̩sˌbyːl] ⓘ）是德国巴伐利亚州中弗兰肯行政区安斯巴赫县的城市，面积75.16平方千米，2023年12月31日人口为12,272人。

丁克尔斯比尔 - Dinkelsbühl
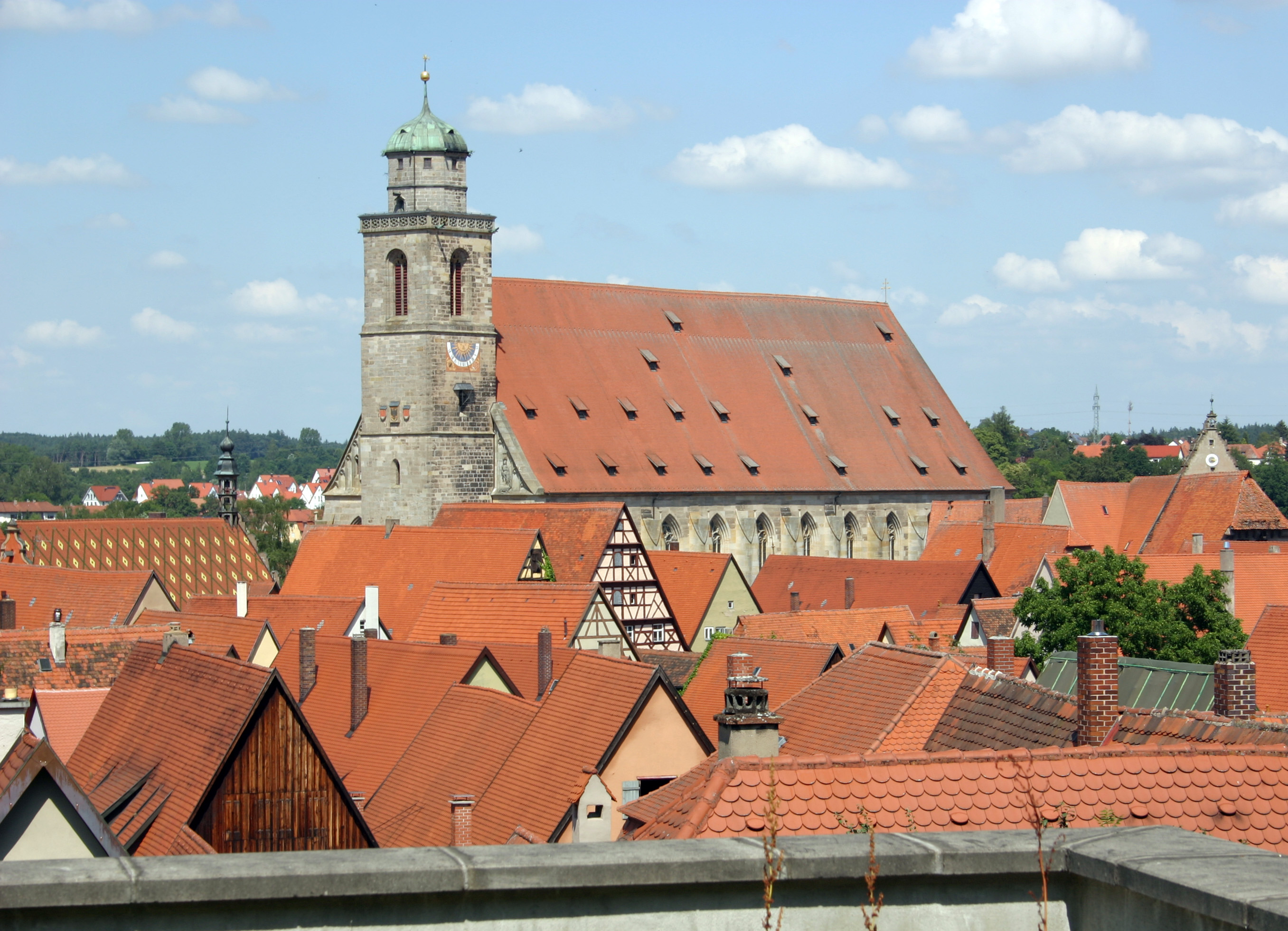
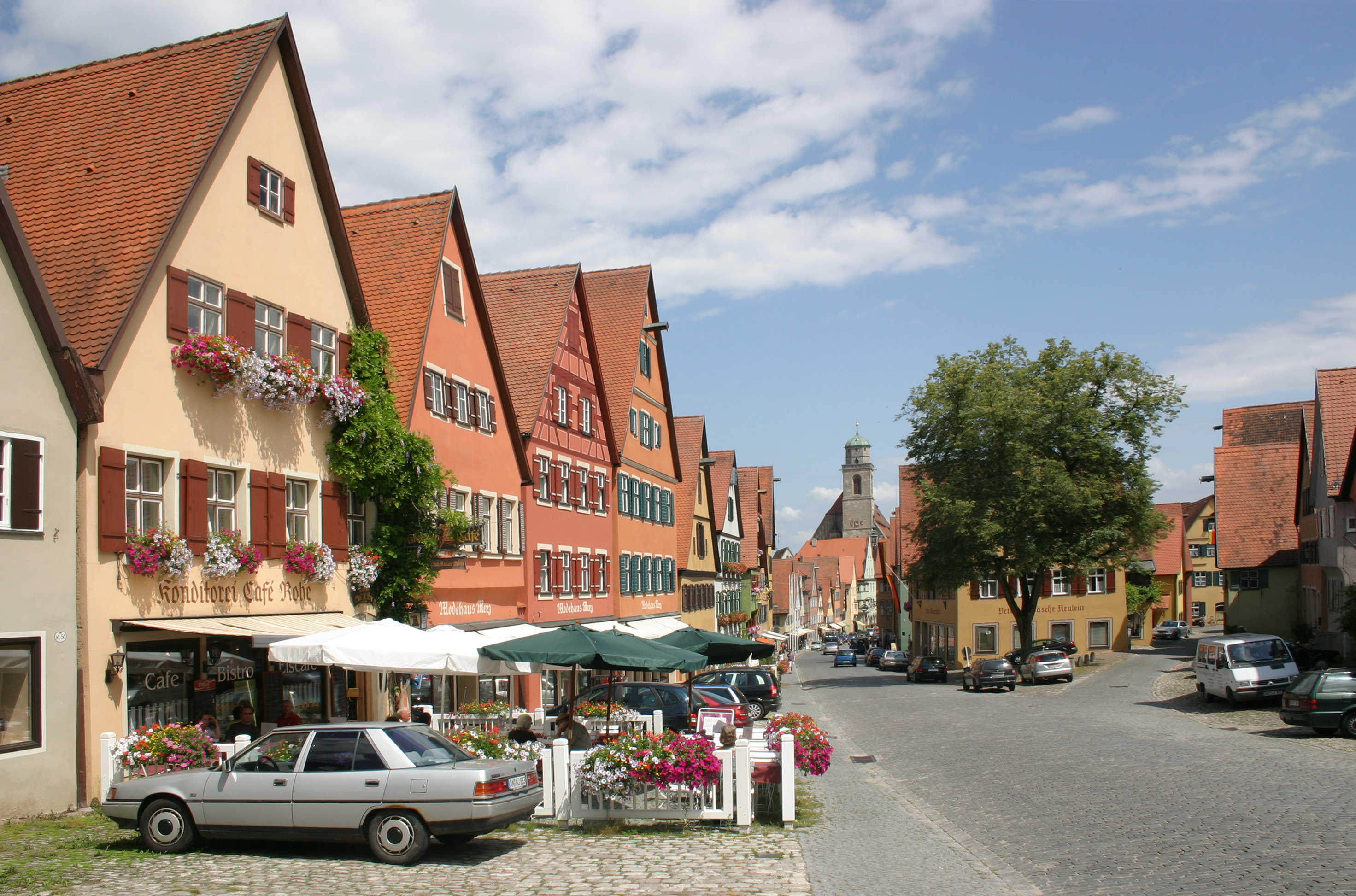
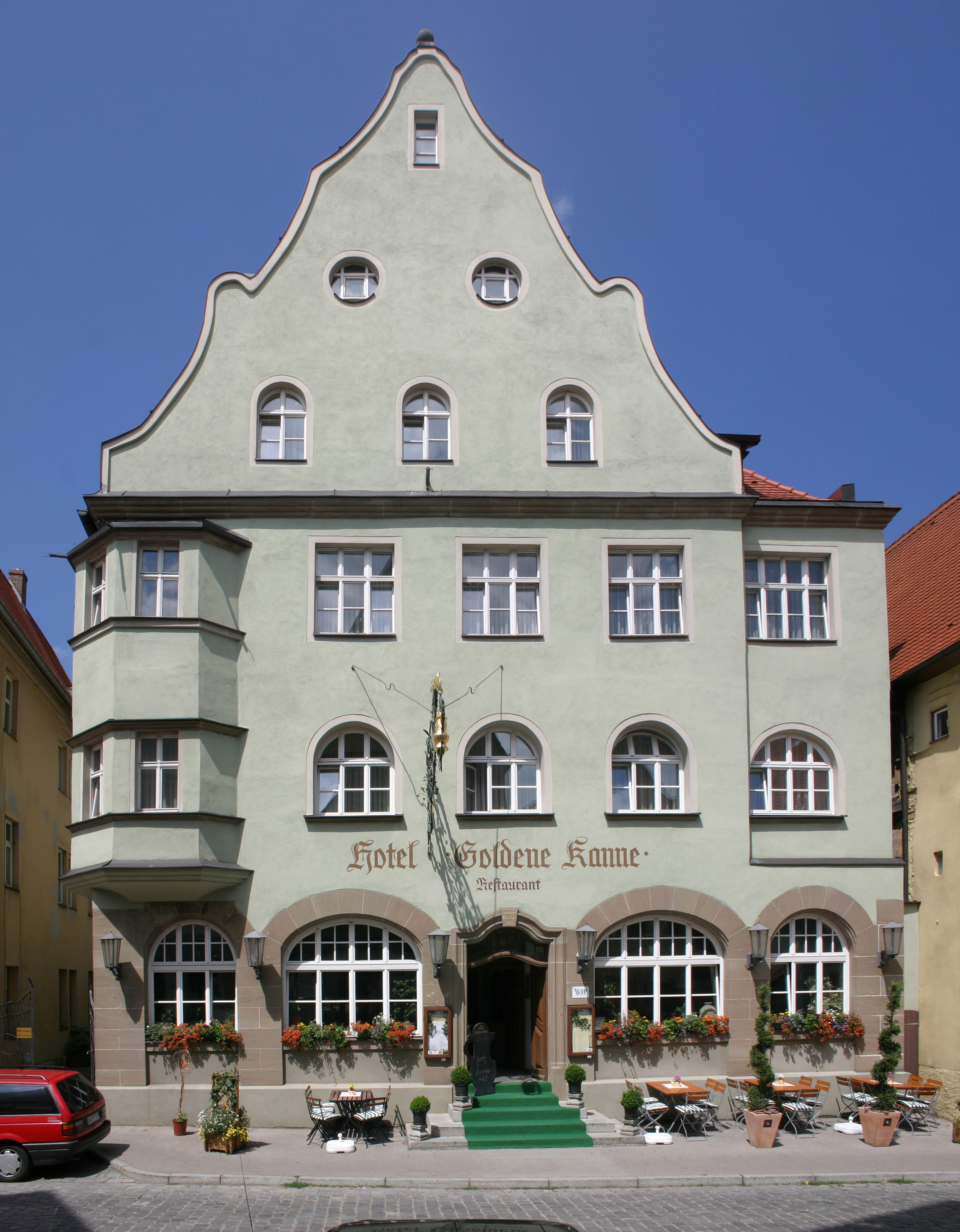
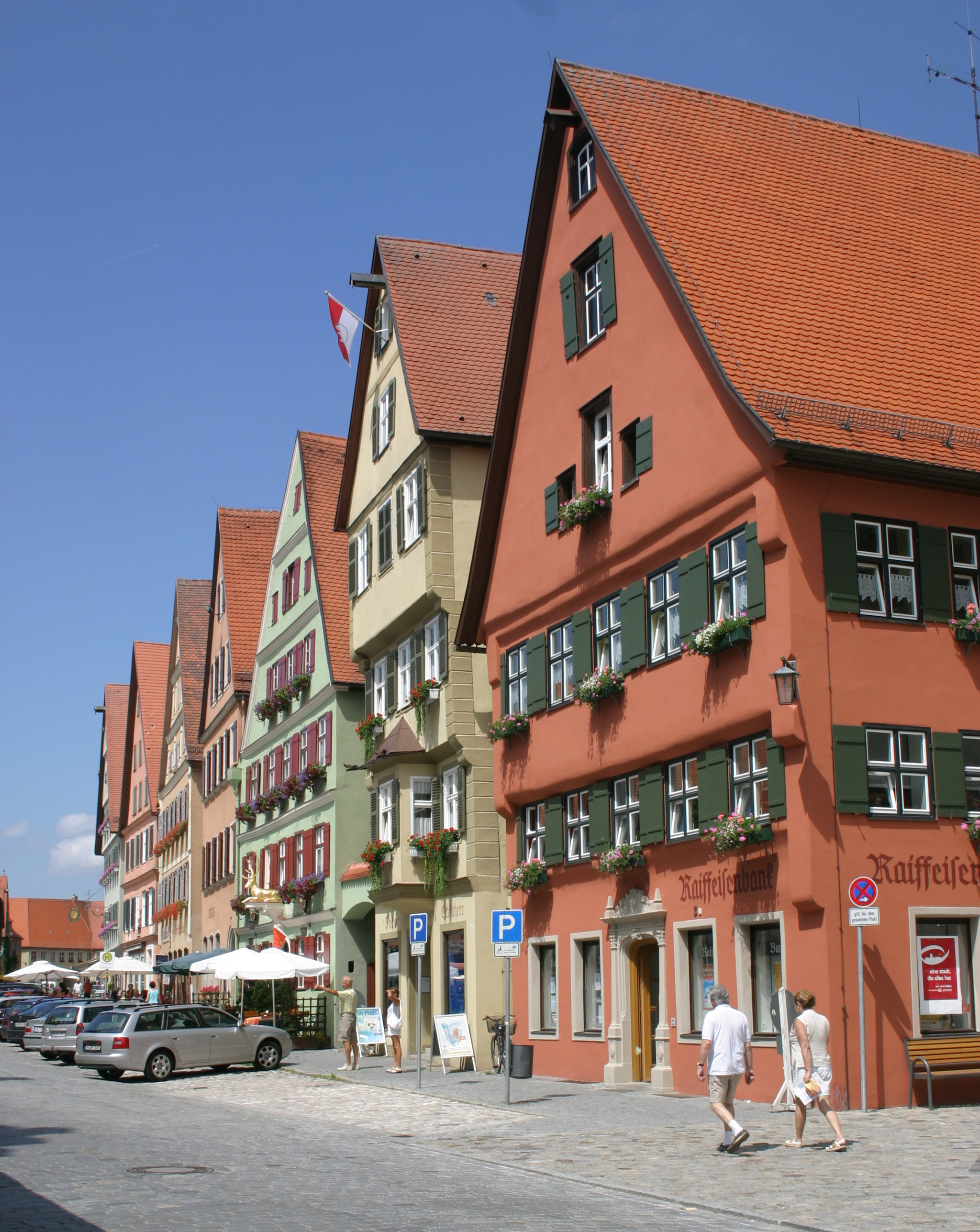
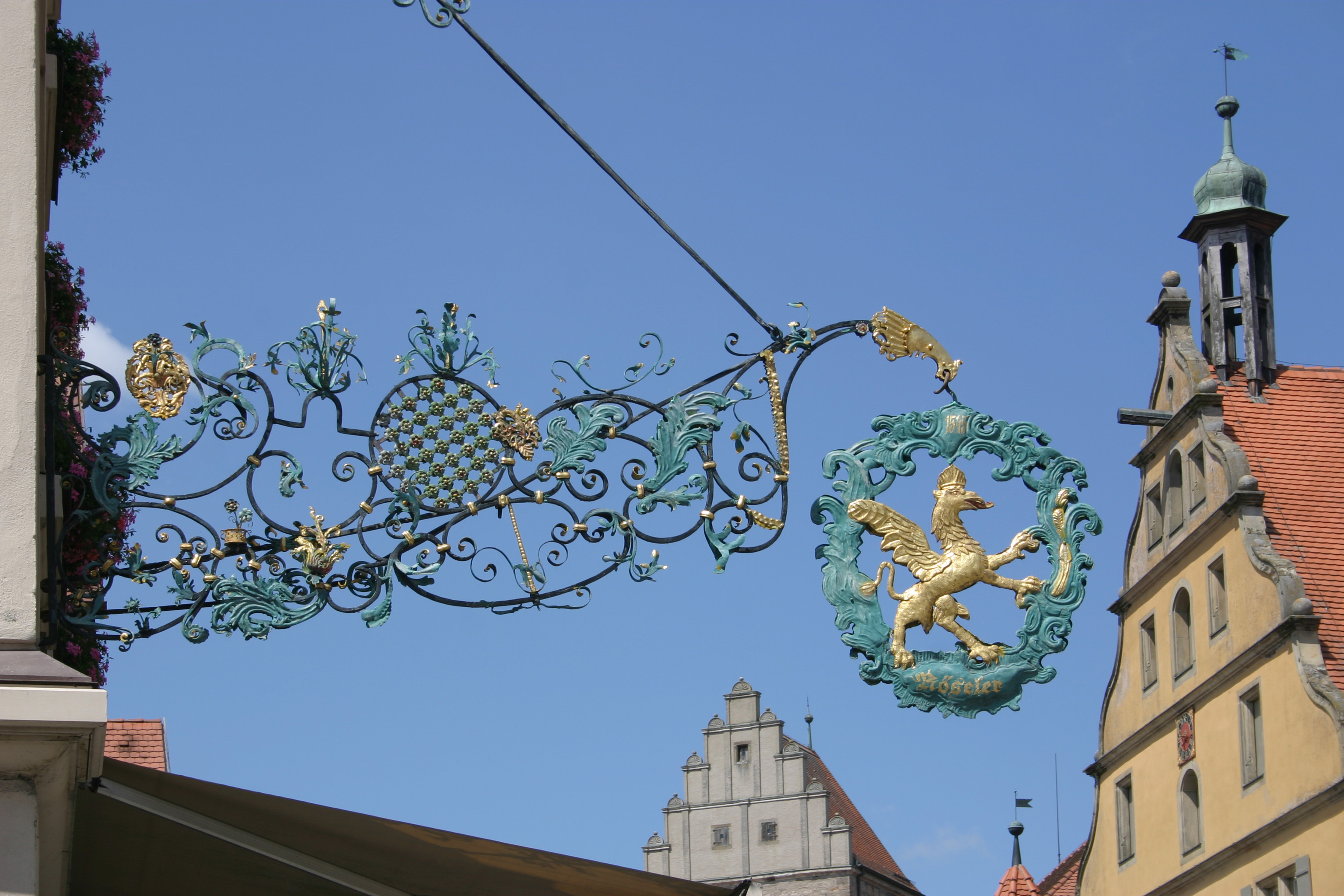
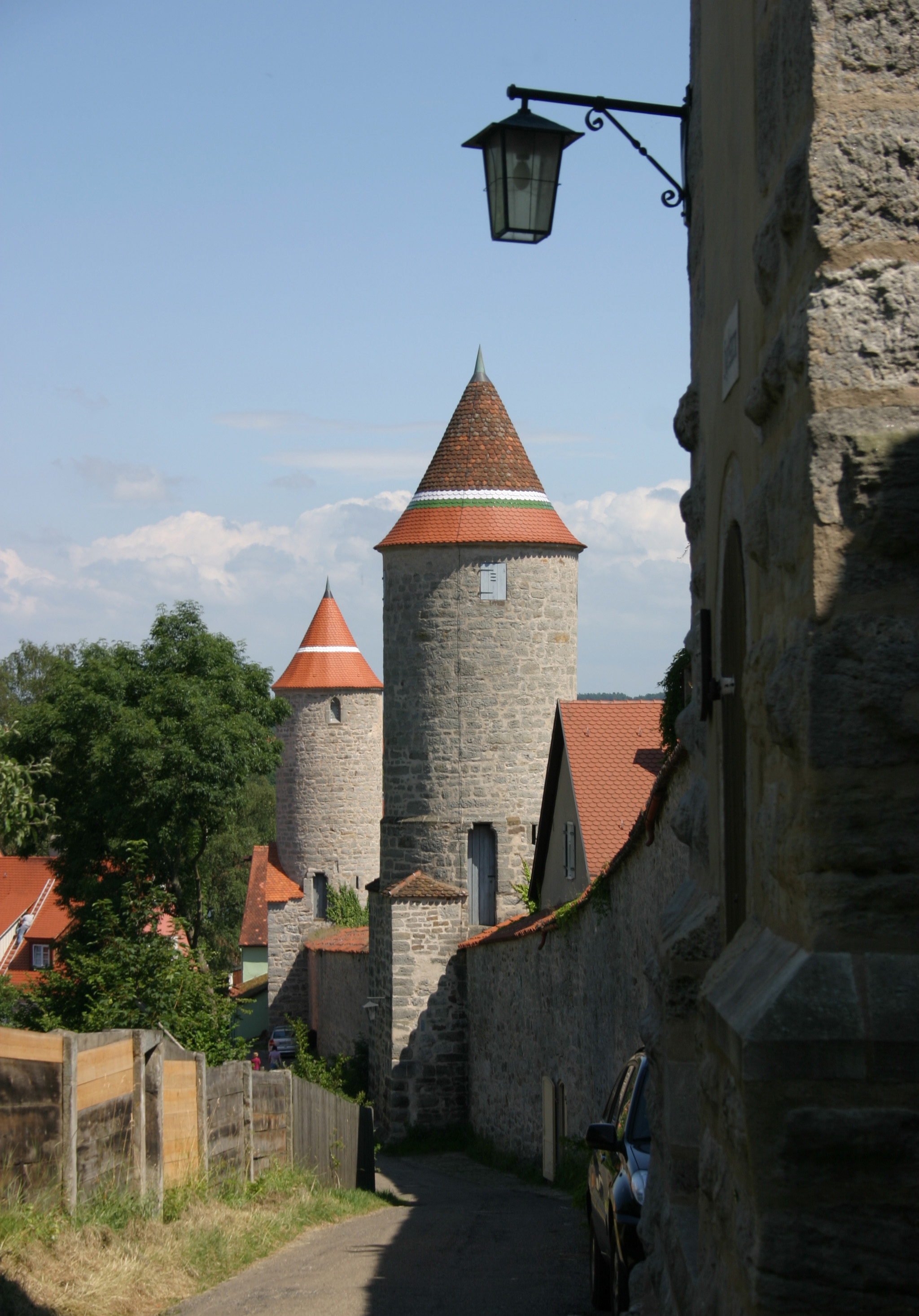
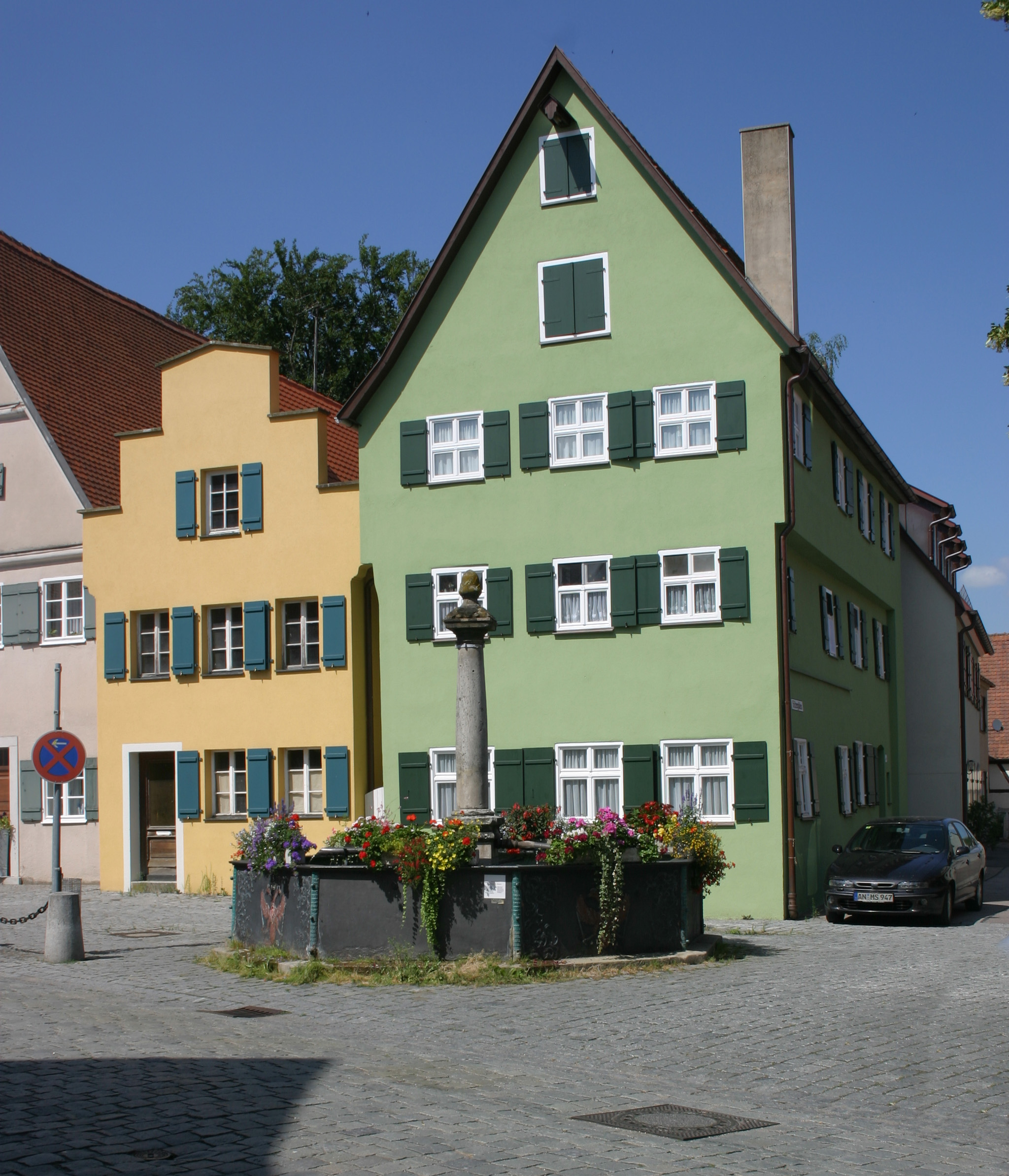
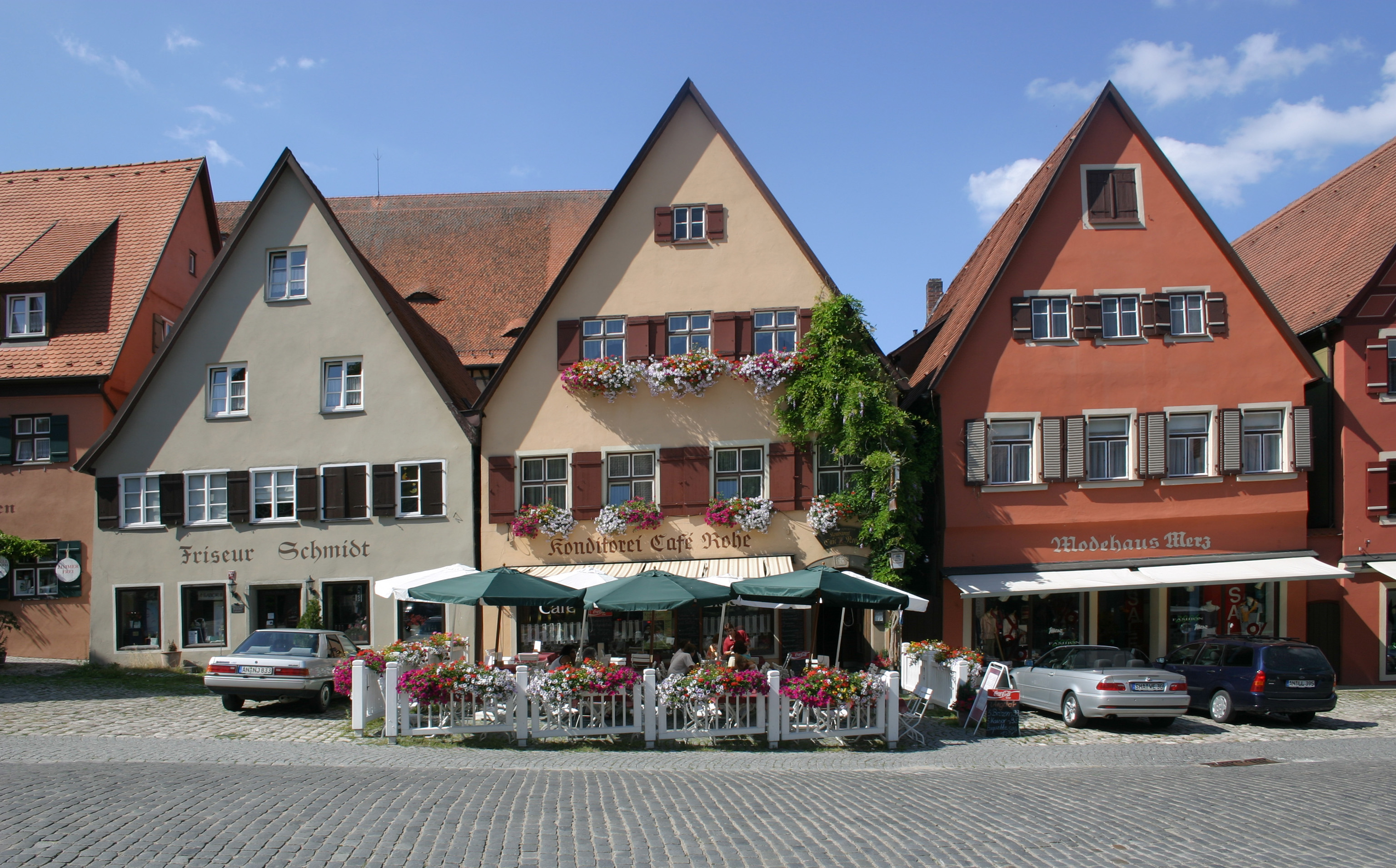